# كارل أوغست ويتفوغل
كارل أوغست ويتفوغل (بالإنجليزية: Karl August Wittfogel) (6 سبتمبر عام 1896 - 25 مايو عام 1988) كاتب مسرحي ومؤرخ وعالم سينولوجيا ألماني أمريكي. كان في الأصل ماركسيًا وعضوًا نشطًا في الحزب الشيوعي الألماني، لكن بعد الحرب العالمية الثانية أصبح ويتفوغل مناهضًا للشيوعية بنفس القدر.

## حياته ومهنته

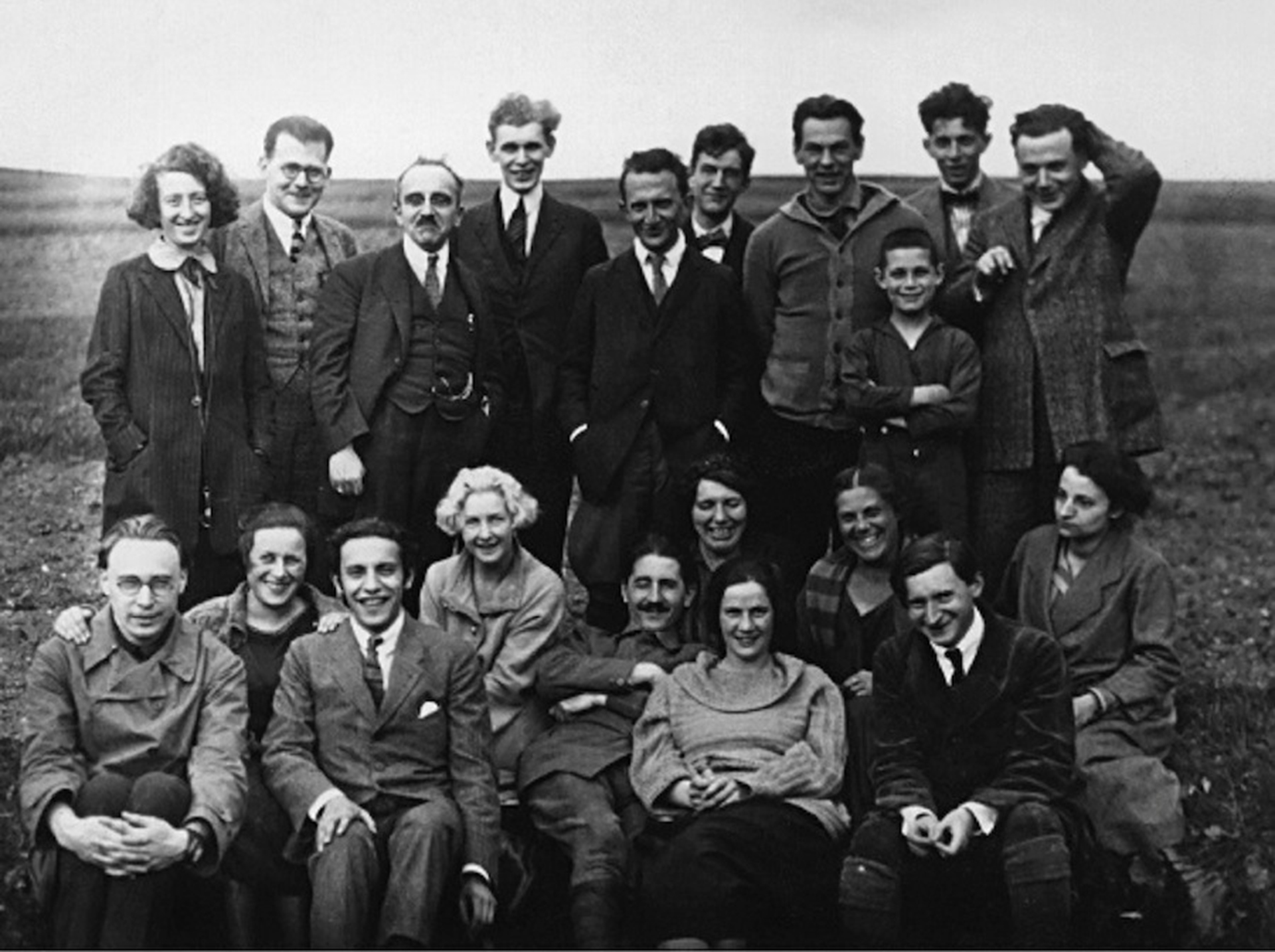
صورة جماعية لأسبوع العمل الماركسي، جيرابيرج 1923

وُلِد كارل أوغست ويتفوغل في 6 سبتمبر 1896 في وولترسدورف، لوشو، مقاطعة هانوفر لمدرّس لوثري. ترك ويتفوغل المدرسة عام 1914. درس الفلسفة والتاريخ وعلم الاجتماع والجغرافيا في جامعة لايبزيغ وأيضًا في ميونيخ وبرلين وروستوك وفي عام 1919 مرة أخرى في برلين. من عام 1921 درس علم السينولوجيا في لايبزيغ. بين هذا كله، انتسب ويتفوغل في وحدة فيلق الإشارة (فيرنميلديآينهايت) عام 1917.
في عام 1921 تزوج ويتفوغل من روز شليزنجر. كانت زوجته الثانية، أولغا (جوف) عالمة الاجتماع الروسية التي سافرت معه إلى الصين وتعاونت معه في مشروع لتحليل الأسرة الصينية. نشرت لانغ في وقت لاحق دراسة عن الأسرة الصينية وسيرة للكاتب الأناركي با جين. أصبحت عالمة الأنثروبولوجيا إستر شيف غولدفرانك الزوجة الثالثة لويتفوغل في عام 1940. شغل ويتفوغل مناصب أكاديمية في جامعة كولومبيا من عام 1939 وكان أستاذًا للتاريخ الصيني في جامعة واشنطن من عام 1947 حتى عام 1966. توفي نتيجة إصابته بالتهاب رئوي في 25 مايو عام 1988 في مركز مستشفى سانت لوك روزفلت في مانهاتن.

### السياسة
قبل الحرب العالمية الأولى، كان ويتفوغل زعيم مجموعة حركة الشبيبة الألمانية. في عام 1918، أنشأ مجموعة محلية. بعد سنوات عديدة، كان على ويتفوغل نشر مواد عن هذه الحركات الشبابية تحت الاسم المستعار «جانغمان» ضمن مجموعات ماكس هوركهايمر «دراسات في السلطة والأسرة». لعب ويتفوغل دورًا رائدًا في الحزب الطلابي الاشتراكي بعد الثورة الألمانية. عمل جنبًا إلى جنب مع هانز رايخينباخ ونظّم دورة تمهيدية تحت عنوان «ما هي الاشتراكية». انضم ويتفوغل إلى الحزب الديمقراطي الاجتماعي المستقل في ألمانيا (يو إس بي دي). في اجتماع مايسنيرتاغ عام 1923، وهو تجمع كبير لحركة الشبيبة، سأل ويتفوغل أعضاء منظمة فريدويتش جادن عما إذا كانوا يعرفون حاجة العصر والفكرة الأهم منه وما إذا كان لديهم ما يلزم للموت من أجل قناعاتهم. بعد طرد حزب العمال الشيوعي الألماني (كيه إيه بي دي) في خريف عام 1919، انخفض عدد منتسبي حزب العمال الشيوعي بشكل كبير، حتى قرر غالبية مندوبي الحزب الاشتراكي الديمقراطي المستقل الانضمام إليه في مؤتمر الحزب في أكتوبر عام 1920. كان ويتفوغل من بين ثالث أعضاء الحزب الاشتراكي الديمقراطي المستقل (300,000) الذين انضموا إلى حزب العمال الشيوعي الذي يضم 70,000 عضو.
التقى ويتفوغل بكارل كورش عام 1920 ودُعي إلى مؤتمر عام 1923 الذي ساعد في إنشاء معهد البحوث الاجتماعية. موّل فيليكس ويل وريخارد زورغه إرست ماركسيسفيخ آربايتفوخ (أسبوع العمل الماركسي الأول) مع كارل وهيدا كورش وجورجي لوكاش وبيلا فوغاراسي وزوجته اللاحقة مارغريت ليساور وفيليكس خوسيه ويل وكاثي ويل (تزوجا مابين 1921-1929) وريتشارد وكريستيان سورج وفريدريش بولوك وجوليان جومبيرز وزوجته اللاحقة هيدي ماسنغ، من عام 1919 حتى عام 1923 متزوجة من جيرهارت إيسلر، بالإضافة إلى كونستانتين زيتكين وفوكوموتو كازو وإدوارد ألكسندر وجيتورد ألكسندر، إلى جانب طفلتهما روز ويتفوغل، المولودة في شليزنجر. تزوجا من عام 1921 (حسب مصادر أخرى 1920) حتى عام 1929. كانت نحاتة، ثم أمينة مكتبة في معهد فرانكفورت. هاجرت إلى الاتحاد السوفيتي وعملت هناك مترجمة في منظمة فاغار، وهي منظمة للعمال الأجانب. ومن 1925 حتى 1933 كانت عضوًا في المعهد.
حصل ويتفوغل على درجة الدكتوراه من جامعة فرانكفورت في عام 1928، تحت إشراف فيلهلم جيرلوف وريتشارد فيلهلم وفرانز أوبنهايمر. كانت أطروحته حول الأهمية الاقتصادية لقوى الإنتاج الزراعي والصناعي في الصين والتي طُبعت من قِبَل دار كوهلهامر فيرلاغ للنشر، شتوتغارت، والتي أصبحت الفصل الأول من كتاب اقتصاد ومجتمع الصين، 1931.
كان ويتفوغل عضوًا نشطًا في الحزب الشيوعي الألماني وناقدًا صريحًا لأعدائه. في إشعار قصير عام 1974 لإعادة طبع مقالته عام 1929 عن الجغرافيا السياسية، يقول ويتفوغل إنه خرج أقوى بكثير ضد النازيين مما أراده الحزب والشيوعية الدولية. دعاه الطلاب الشيوعيون في يينا وألفريد بيوملر لإجراء مناقشة حول أهمية هيجل لألمانيا اليوم. كان بيوملر متخصصًا في كانت ونيتشه وباخوفن وسرعان ما أصبح فيلسوفًا نازيًا بارزًا. عند وصول هتلر للسلطة في عام 1933، حاول ويتفوغل الفرار إلى سويسرا، لكن تم القبض عليه واعتقاله في السجون ومعسكرات الاعتقال النازية. عملت زوجته الثانية أولغا جوف لانغ من أجل إطلاق سراحه، وبمساعدة الثوري اليميني فريدريك هيلشر، تمكن الجغرافي اليميني الراديكالي أيضًا كارل هاوسهوفر، ومؤرخ كلية لندن للاقتصاد آر إتش تاوني، من إطلاق سراحه عام 1934.
غادر ويتفوغل ألمانيا إلى إنجلترا ثم إلى الولايات المتحدة. تحطم أمل ويتفوغل بالاتحاد السوفيتي مع الاتفاق الألماني السوفيتي، وبدأ يكره الطبيعة الشمولية «الآسيوية» للشيوعية السوفيتية والصينية من لينين إلى ماو. انقلب على رفاقه السابقين وندد بالعلماء الأمريكيين مثل أوين لاتيمور وموسيس آي فينلي، في جلسات لجنة مكاران عام 1951. توصّل ويتفوغل إلى الاعتقاد بأن الاقتصادات المملوكة للدولة في الكتلة السوفيتية أدت حتمًا إلى حكومات استبدادية أكثر قمعًا من تلك الموجودة في «آسيا التقليدية» وأن تلك الأنظمة كانت أكبر تهديد لمستقبل البشرية جمعاء.